# Pesem Evrovizije 2024
Pesem Evrovizije 2024 je bilo 68. izdaja tekmovanja za pesem Evrovizije. Odvijalo se je v Malmöju na Švedskem, potem ko je država na tekmovanju leta 2023 zmagala s pesmijo "Tattoo" izvajalke Loreen. Tekmovanje, ki sta ga organizirali Evropska radiodifuzna zveza (EBU) in voditeljska televizija Sveriges Television (SVT), je potekalo v Areni Malmö in je bilo sestavljeno iz dveh polfinalov, 7. in 9. maja, ter finala 11. maja 2024. Tri oddaje v živo sta vodili Petra Mede in Malin Åkerman, ki je vlogo že prevzela v letih 2013 in 2016.
Na tekmovanju so sodelovale radiotelevizije iz sedemintridesetih držav, kar je enako število kot leta 2023. Romunija se je odločila, da ne bo sodelovala, Luksemburg pa je tekmoval prvič po letu 1993. Nizozemska je bila med drugim polfinalom in finalom diskvalificirana iz tekmovanja, vendar je država ohranila pravico do glasovanja. 
Zmagala je Švica s pesmijo "The Code", ki jo je izvedel švicarski pevec Nemo, napisali pa so jo skupaj z Benjaminom Alasujem, Lassejem Midtsianom Nymannom in Lindo Dale. Švica je zmagala po skupnem glasovanju in glasu žirije ter se uvrstila na peto mesto v televizijskem glasovanju. Hrvaška je zmagala v televizijskem glasovanju in končala na drugem mestu, kar je njen najboljši rezultat doslej kot neodvisna država, saj je pred tem zmagala leta 1989 kot del Jugoslavije. V prvo peterico so se uvrstile še Ukrajina, Francija in Izrael.
Zveza EBU je poročala, da si je tekmovanje ogledalo 163 milijonov gledalcev na televiziji v 37 evropskih trgih, kar je milijon gledalcev več kot prejšnjo izdajo, poleg tega pa si je na spletu na YouTubu ogledalo še dodatnih 7,3 milijona gledalcev.

## Prizorišče
To je bilo sedmo švedsko gostovanje Pesmi Evrovizije, pred tem je gostila 1975, 1985, 1992, 2000, 2013 in 2016. Dogodek je potekal v Malmö Areni s kapaciteto do 15.000 obiskovalcev. Je sicer večnamenska arena, ki služi za tekme rokometa, dvoranskega hokeja, koncerte in ostale dogodke, med katerimi je bila tudi Pesem Evrovizije 2013.
Tekmovanje leta 2024 je potekalo v Malmöju na Švedskem, potem ko je država na tekmovanju leta 2023 zmagala s pesmijo "Tattoo", ki jo je izvedla Loreen. Švedska je tekmovanje gostila že sedmič, pred tem pa je to storila v letih 1975, 1985, 1992, 2000, 2013 in 2016. Prizorišče tekmovanja je bila Arena Malmö s 15.500 sedeži , ki je tekmovanje gostila že leta 2013. 

## Sodelujoče države
Za sodelovanje na tekmovanju za pesem Evrovizije je potrebna nacionalna radiotelevizija z aktivnim članstvom v EBU, ki je sposobna sprejemati tekmovanje prek omrežja Evrovizije in ga prenašati v živo po vsej državi. EBU izda vabila za sodelovanje na tekmovanju vsem aktivnim članom.
5. decembra 2023 je EBU objavila, da bodo na tekmovanju leta 2024 sodelovale radiotelevizijske postaje iz 37 držav. Luksemburg se je na tekmovanje vrnil 31 let po svoji zadnji udeležbi leta 1993. Romunija, ki je sodelovala na tekmovanju leta 2023, je bila začasno razglašena za nesodelujočo na tekmovanju leta 2024. To je bilo potrjeno 25. januarja 2024. 
Na tekmovanju sta nastopili dve umetnici, ki sta se vrnili: Natalia Barbu, ki je leta 2007 zastopala Moldavijo, in Hera Björk, ki je leta 2010 zastopala Islandijo.
Aktivne članice EBU:  Andora,  Bosna in Hercegovina,  Monako  in Slovaška so potrdile nesodelovanje, preden je EBU objavila seznam udeležencev. Romunska radiotelevizija TVR je ostala v pogovorih z EBU do 25. januarja 2024, vendar se je zaradi finančnih razlogov odločila, da ne bo sodelovala.

### 1. Predizbor
Prvi polfinale je potekal 7. maja 2024 ob 21.00 po srednjeevropskem času in je v njem nastopilo petnajst tekmovalnih držav. Te države, Nemčija, Švedska in Združeno Kraljestvo ter nesodelujoče države v okviru skupnega glasovanja "Preostalega sveta", so glasovale v tem polfinalu. Vrstni red nastopajočih (R/O) so določili producenti tekmovanja in je bil javno objavljen 26. marca. Poleg tekmovalnih nastopajočih so v oddaji svoje nastope izvedli še Združeno kraljestvo, Nemčija in Švedska, ki so se na odru pojavili za nastopajočimi iz Irske, Islandije oziroma Moldavije.  Hrvaška je v polfinalu prejela največ točk in se je po vrstnem redu točk uvrstila v finale skupaj z Ukrajino, Irsko, Litvo, Luksemburgom, Ciprom, Finsko, Portugalsko, Slovenijo in Srbijo. Države, ki se niso uvrstile v finale, so bile Avstralija, Poljska, Moldavija, Azerbajdžan in Islandija. 
| Zap. št. | Država      | Izvajalec                   | Skladba                   | Točke | Mesto |
| -------- | ----------- | --------------------------- | ------------------------- | ----- | ----- |
| 1.       | Ciper       | Silia Kapsis                | »Liar«                    | 67    | 6.    |
| 2.       | Srbija      | Teya Dora                   | »Ramonda«                 | 47    | 10.   |
| 3.       | Litva       | Silvester Belt              | »Luktelk«                 | 119   | 4.    |
| 4.       | Irska       | Bambie Thug                 | »Doomsday Blue«           | 124   | 3.    |
| 5.       | Ukrajina    | Aljona Aljona & Džeri Gejl  | »Teresa & Maria«          | 173   | 2.    |
| 6.       | Poljska     | Luna                        | »The Tower«               | 35    | 12.   |
| 7.       | Hrvaška     | Baby Lasagna                | »Rim Tim Tagi Dim«        | 177   | 1.    |
| 8.       | Islandija   | Hera Björk                  | »Scared of Heights«       | 3     | 15.   |
| 9.       | Slovenija   | Raiven                      | »Veronika«                | 51    | 9.    |
| 10.      | Finska      | Windows95man                | »No Rules!«               | 59    | 7.    |
| 11.      | Moldavija   | Natalia Barbu               | »In the Middle«           | 20    | 13.   |
| 12.      | Azerbajdžan | Fahree feat. Ilkin Dovlatov | »Özünlə apar«             | 11    | 14.   |
| 13.      | Avstralija  | Electric Fields             | »One Milkali (One Blood)« | 41    | 11.   |
| 14.      | Portugalska | Iolanda                     | »Grito«                   | 58    | 8.    |
| 15.      | Luksemburg  | Tali                        | »Fighter«                 | 117   | 5.    |

### 2. Predizbor
Drugi polfinale je potekal 9. maja 2024 ob 21.00 po srednjeevropskem času in se ga udeležuje šestnajst držav tekmovalk. Te države, Francija, Italija in Španija ter države, ki niso sodelovale v skupnem glasovanju "preostalega sveta", so v tem polfinalu glasovale. Vrstni red nastopajočih (R/O) so določili producenti tekmovanja in je bil javno objavljen 26. marca.  Poleg tekmovalnih nastopajočih so v oddaji svoje nastope izvedle še Francija, Španija in Italija, ki so se na odru pojavile za nastopajočimi iz Češke, Latvije oziroma Estonije. Izrael je v polfinalu prejel največ točk in se je uvrstil v finale skupaj z Nizozemsko, Armenijo, Švico, Grčijo, Estonijo, Latvijo, Gruzijo, Avstrijo in Norveško, po vrstnem redu skupnih točk. Države, ki se niso uvrstile v finale, so bile Češka, Danska, Belgija, San Marino, Albanija in Malta.
| Zap. št. | Država     | Izvajalec          | Skladba                                              | Točke | Mesto |
| -------- | ---------- | ------------------ | ---------------------------------------------------- | ----- | ----- |
| 1.       | Malta      | Sarah Bonnici      | »Loop«                                               | 13    | 16.   |
| 2.       | Albanija   | Besa               | »Titan«                                              | 14    | 15.   |
| 3.       | Grčija     | Marina Satti       | »Zari«                                               | 86    | 5.    |
| 4.       | Švica      | Nemo               | »The Code«                                           | 132   | 4.    |
| 5.       | Češka      | Aiko               | »Pedestal«                                           | 38    | 11.   |
| 6.       | Avstrija   | Kaleen             | »We Will Rave«                                       | 46    | 9.    |
| 7.       | Danska     | Saba               | »Sand«                                               | 36    | 12.   |
| 8.       | Armenija   | Ladaniva           | »Žako«                                               | 137   | 3.    |
| 9.       | Latvija    | Dons               | »Hollow«                                             | 72    | 7.    |
| 10.      | San Marino | Megara             | »11:11«                                              | 16    | 14.   |
| 11.      | Gruzija    | Nuca Buzaladze     | »Firefighter«                                        | 54    | 8.    |
| 12.      | Belgija    | Mustii             | »Before the Party's Over«                            | 18    | 13.   |
| 13.      | Estonija   | 5miinust & Puuluup | »(Nendest) narkootikumidest ei tea me (küll) midagi« | 79    | 6.    |
| 14.      | Izrael     | Eden Golan         | »Hurricane«                                          | 194   | 1.    |
| 15.      | Norveška   | Gåte               | »Ulveham«                                            | 43    | 10.   |
| 16.      | Nizozemska | Joost Klein        | »Europapa«                                           | 182   | 2.    |

### Finale
Finale je potekal 11. maja 2024 ob 21.00 po srednjeevropskem času. V njem bi po prvetnem načrtu sodelovalo šestindvajset držav, od tega deset najbolje uvrščenih pesmi iz vsakega predizbora, gostiteljica Švedska in »velikih pet«. Na dan finala je organizator sporočil, da je nizozemski predstavnik diskvalificiran zaradi incidenta; šlo naj bi za izbruh nad snemalko. Nizozemska se je nato odločila, da tudi ne bo podelila točk žirije, obdržala pa je pravico do glasovanja v finalu skupaj z ostalimi 36 sodelujočimi državami ter nesodelujočimi v skupni kategoriji »preostanek sveta«.
Finale je potekalo 11. maja 2024 ob 21.00 po srednjeevropskem času in je nastopilo 25 držav. V finalu je glasovalo vseh 37 sodelujočih držav z žirijo in televizijskim glasovanjem ter nesodelujoče države v okviru združenega spletnega glasovanja »Preostali svet«. Vrstni red nastopov (R/O) države gostiteljice je bil določen z naključnim žrebom 11. marca med letnim srečanjem vodij sodelujočih delegacij. Vrstni red nastopov preostalih finalistov so producenti tekmovanja določili po drugem polfinalu. Kljub uvrstitvi v finale, kjer naj bi nastopila na 5. mestu, je bila Nizozemska diskvalificirana zaradi incidenta v zaodrju med njenim udeležencem Joostom Kleinom in članom produkcijske ekipe.  Obdržala je pravico do glasovanja v finalu,  in vse države, ki naj bi nastopile po tem, ko je Nizozemska ohranila svoje številke nastopov. 
Švica je zmagala na tekmovanju s pesmijo "The Code", ki jo je izvedel Nemo in jo napisal skupaj z Benjaminom Alasujem, Lassejem Midtsianom Nymannom in Lindo Dale. Švica je zmagala s 591 točkami in osvojila tudi glas žirije. To je bila tretja zmaga države na tekmovanju, po zmagah na prvi izdaji leta 1956 in leta 1988. Hrvaška je bila druga s 547 točkami in zmagala po televizijskem glasovanju, Ukrajina, Francija, Izrael, Irska, Italija, Armenija, Švedska in Portugalska pa so se uvrstile med prvih deset. Gruzija, Španija, Slovenija, Avstrija in Norveška so zasedle zadnjih pet mest. 
| Zap. št. | Država              | Izvajalec                  | Skladba                                              | Točke | Mesto |
| -------- | ------------------- | -------------------------- | ---------------------------------------------------- | ----- | ----- |
| 1.       | Švedska             | Marcus & Martinus          | »Unforgettable«                                      | 174   | 9.    |
| 2.       | Ukrajina            | Aljona Aljona & Džeri Gejl | »Teresa & Maria«                                     | 453   | 3.    |
| 3.       | Nemčija             | Isaak                      | »Always on the Run«                                  | 117   | 12.   |
| 4.       | Luksemburg          | Tali                       | »Fighter«                                            | 103   | 13.   |
| 5.       | Nizozemska‡         | Joost Klein                | »Europapa«                                           | —     | —     |
| 6.       | Izrael              | Eden Golan                 | »Hurricane«                                          | 375   | 5.    |
| 7.       | Litva               | Silvester Belt             | »Luktelk«                                            | 90    | 14.   |
| 8.       | Španija             | Nebulossa                  | »Zorra«                                              | 30    | 22.   |
| 9.       | Estonija            | 5miinust & Puuluup         | »(Nendest) narkootikumidest ei tea me (küll) midagi« | 37    | 20.   |
| 10.      | Irska               | Bambie Thug                | »Doomsday Blue«                                      | 278   | 6.    |
| 11.      | Latvija             | Dons                       | »Hollow«                                             | 64    | 16.   |
| 12.      | Grčija              | Marina Satti               | »Zari«                                               | 126   | 11.   |
| 13.      | Združeno kraljestvo | Olly Alexander             | »Dizzy«                                              | 46    | 18.   |
| 14.      | Norveška            | Gåte                       | »Ulveham«                                            | 16    | 25.   |
| 15.      | Italija             | Angelina Mango             | »La noia«                                            | 268   | 7.    |
| 16.      | Srbija              | Teya Dora                  | »Ramonda«                                            | 54    | 17.   |
| 17.      | Finska              | Windows95man               | »No Rules!«                                          | 38    | 19.   |
| 18.      | Portugalska         | Iolanda                    | »Grito«                                              | 152   | 10.   |
| 19.      | Armenija            | Ladaniva                   | »Žako«                                               | 183   | 8.    |
| 20.      | Ciper               | Silia Kapsis               | »Liar«                                               | 78    | 15.   |
| 21.      | Švica               | Nemo                       | »The Code«                                           | 591   | 1.    |
| 22.      | Slovenija           | Raiven                     | »Veronika«                                           | 27    | 23.   |
| 23.      | Hrvaška             | Baby Lasagna               | »Rim Tim Tagi Dim«                                   | 547   | 2.    |
| 24.      | Gruzija             | Nuca Buzaladze             | »Firefighter«                                        | 34    | 21.   |
| 25.      | Francija            | Slimane                    | »Mon amour«                                          | 445   | 4.    |
| 26.      | Avstrija            | Kaleen                     | »We Will Rave«                                       | 24    | 24.   |

### Ločeni rezultati
| Država              | Rezultati žirije | Rezultati telefonskega glasovanja | Točke |
| ------------------- | ---------------- | --------------------------------- | ----- |
| Švedska             | 125              | 49                                | 174   |
| Ukrajina            | 146              | 307                               | 453   |
| Nemčija             | 99               | 18                                | 117   |
| Luksemburg          | 83               | 20                                | 103   |
| Izrael              | 52               | 323                               | 375   |
| Litva               | 32               | 58                                | 90    |
| Španija             | 19               | 11                                | 30    |
| Estonija            | 4                | 33                                | 37    |
| Irska               | 142              | 136                               | 278   |
| Latvija             | 36               | 28                                | 64    |
| Grčija              | 41               | 85                                | 126   |
| Združeno kraljestvo | 46               | 0                                 | 46    |
| Norveška            | 12               | 4                                 | 16    |
| Italija             | 164              | 104                               | 268   |
| Srbija              | 22               | 32                                | 54    |
| Finska              | 7                | 31                                | 38    |
| Portugalska         | 139              | 13                                | 152   |
| Armenija            | 101              | 82                                | 183   |
| Ciper               | 34               | 44                                | 78    |
| Švica               | 365              | 226                               | 591   |
| Slovenija           | 15               | 12                                | 27    |
| Hrvaška             | 210              | 337                               | 547   |
| Gruzija             | 15               | 19                                | 34    |
| Francija            | 218              | 227                               | 445   |
| Avstrija            | 19               | 5                                 | 24    |

### Diskvalifikacija nizozemskega tekmovalca
Incident se je zgodil v zakulisju kmalu po Kleinovem nastopu v drugem polfinalu, vpletena pa je bila snemalka, ki je zoper Kleina vložila pritožbo pri švedski policiji. Trdila je, da je Joost Klein naredil grozečo gesto proti njej, medtem ko ga je snemala na poti v zeleno sobo. Nadaljnje podrobnosti prepira niso jasne; vendar je švedska policijska uprava izjavila, da do napada ni prišlo. Na koncu je EBU diskvalificiral nizozemskega predstavnika iz finala.  To je bilo prvič v zgodovini tekmovanja, da je bil udeleženec diskvalificiran po uvrstitvi v finale, odkar so od leta 2004  uvedeni polfinali. Nizozemska radijska in televizijska postaja AVROTROS je kazen označila za »zelo visoko in nesorazmerno«.